# Caio romulus
Caio romulus é um inseto da ordem Lepidoptera; uma mariposa, ou traça, noturna e neotropical da família Saturniidae e subfamília Arsenurinae, classificada em 1869 por J. Peter Maassen, com o nome Rhescyntis romulus (no gênero Rhescyntis); a sua ilustração publicada na obra Beiträge zur Schmetterlingskunde, em 1872; o seu gênero, Caio, classificado por Travassos & Noronha em 1968; esta espécie sendo a sua espécie-tipo; encontrando-se distribuída no sudeste e sul do Brasil, do Espírito Santo, Rio de Janeiro, Minas Gerais e São Paulo até o Paraná, Santa Catarina e Rio Grande do Sul; raramente avistada na Argentina. Como uma regra mais ou menos geral nessa família o tamanho do corpo desses insetos é relativamente pequeno em relação ao tamanho de suas asas.

## Ilustração -Caio romulus

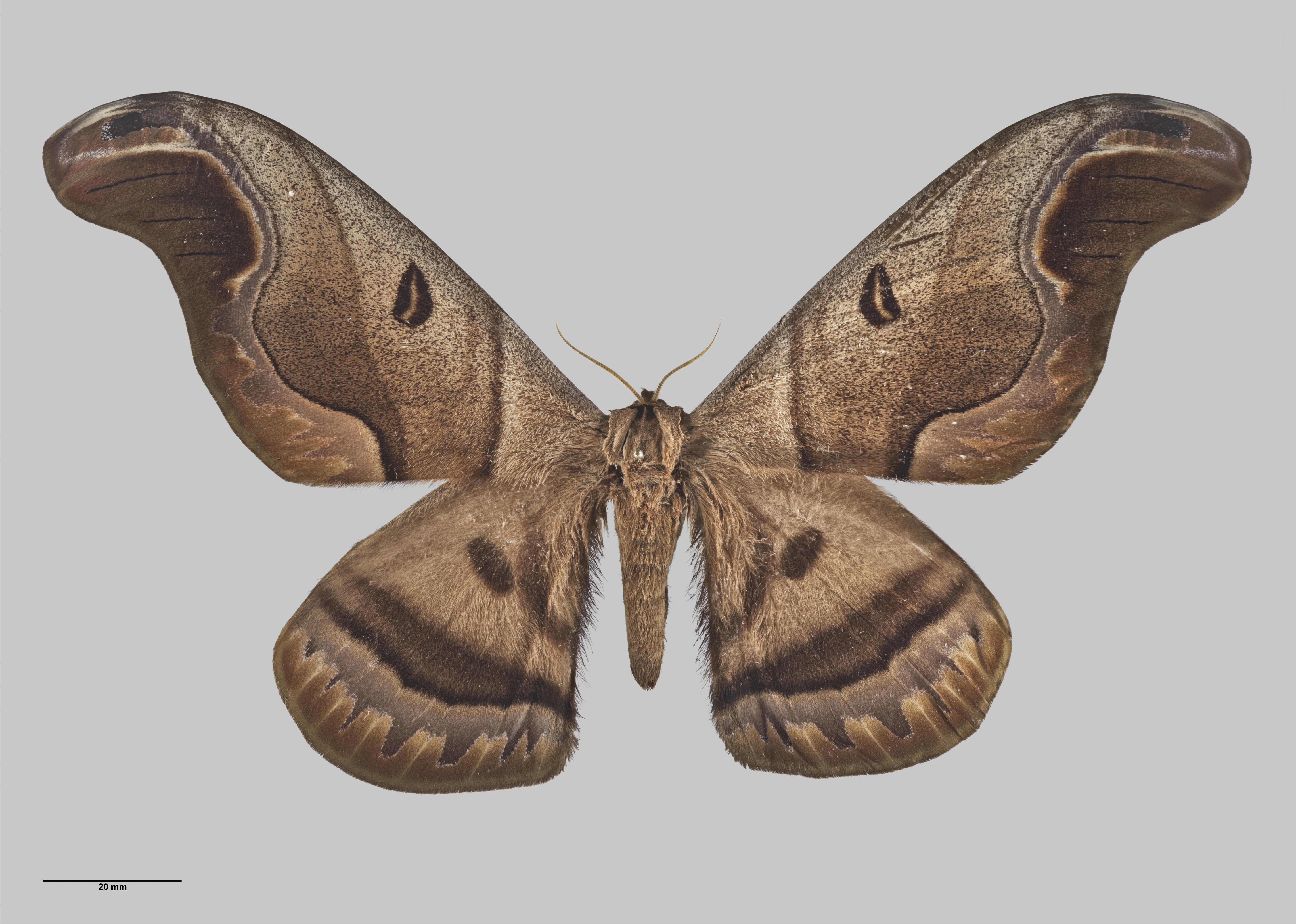
Vista superior
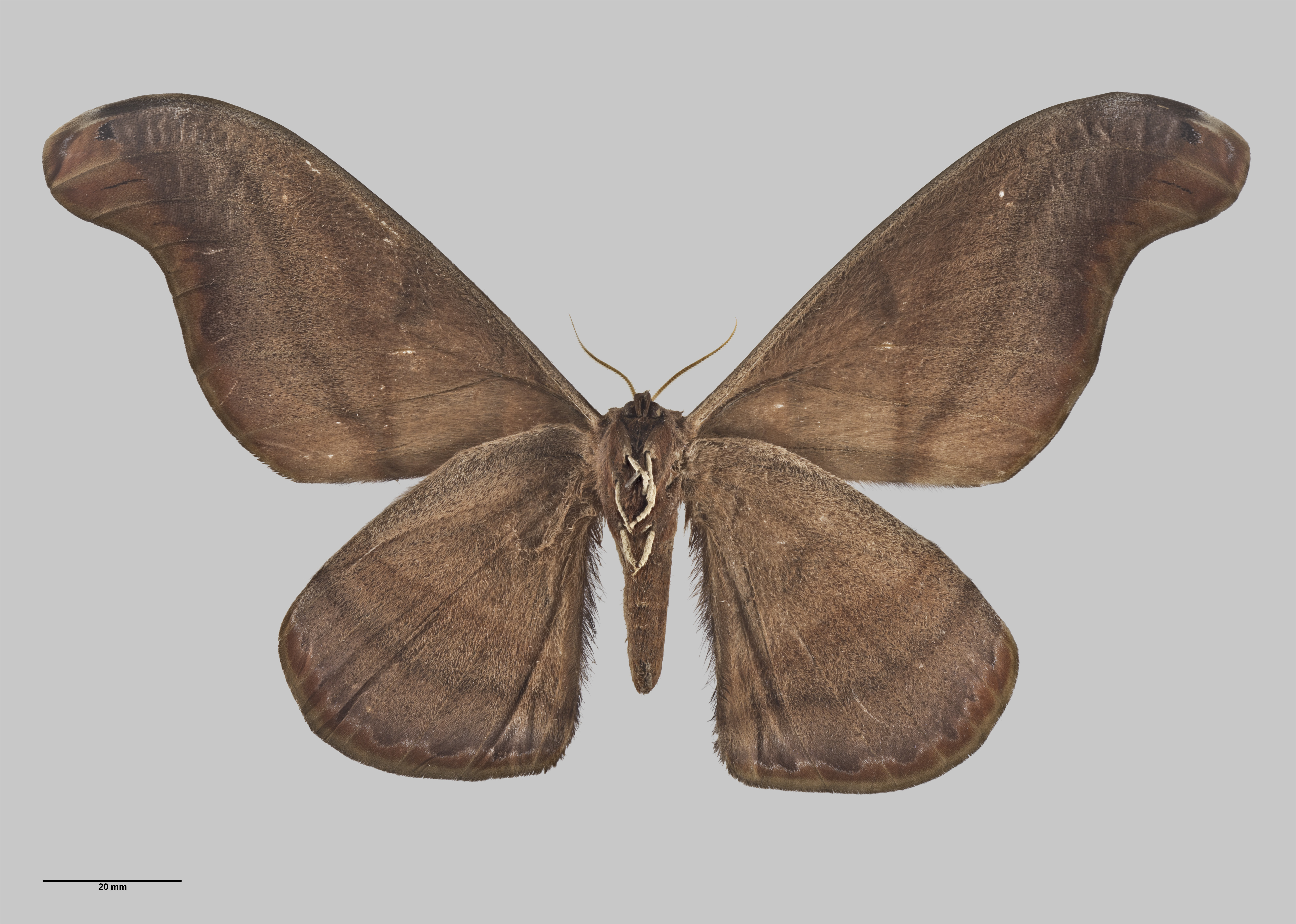
Vista inferior